# Antonín Jan Jungmann
Antonín Jan Jungmann, zkráceně také Antonín Jungmann (19. května 1775, Hudlice u Berouna – 10. dubna 1854, Praha ), byl český lékař, překladatel z němčiny a v roce 1839 rektor Univerzity Karlovy.

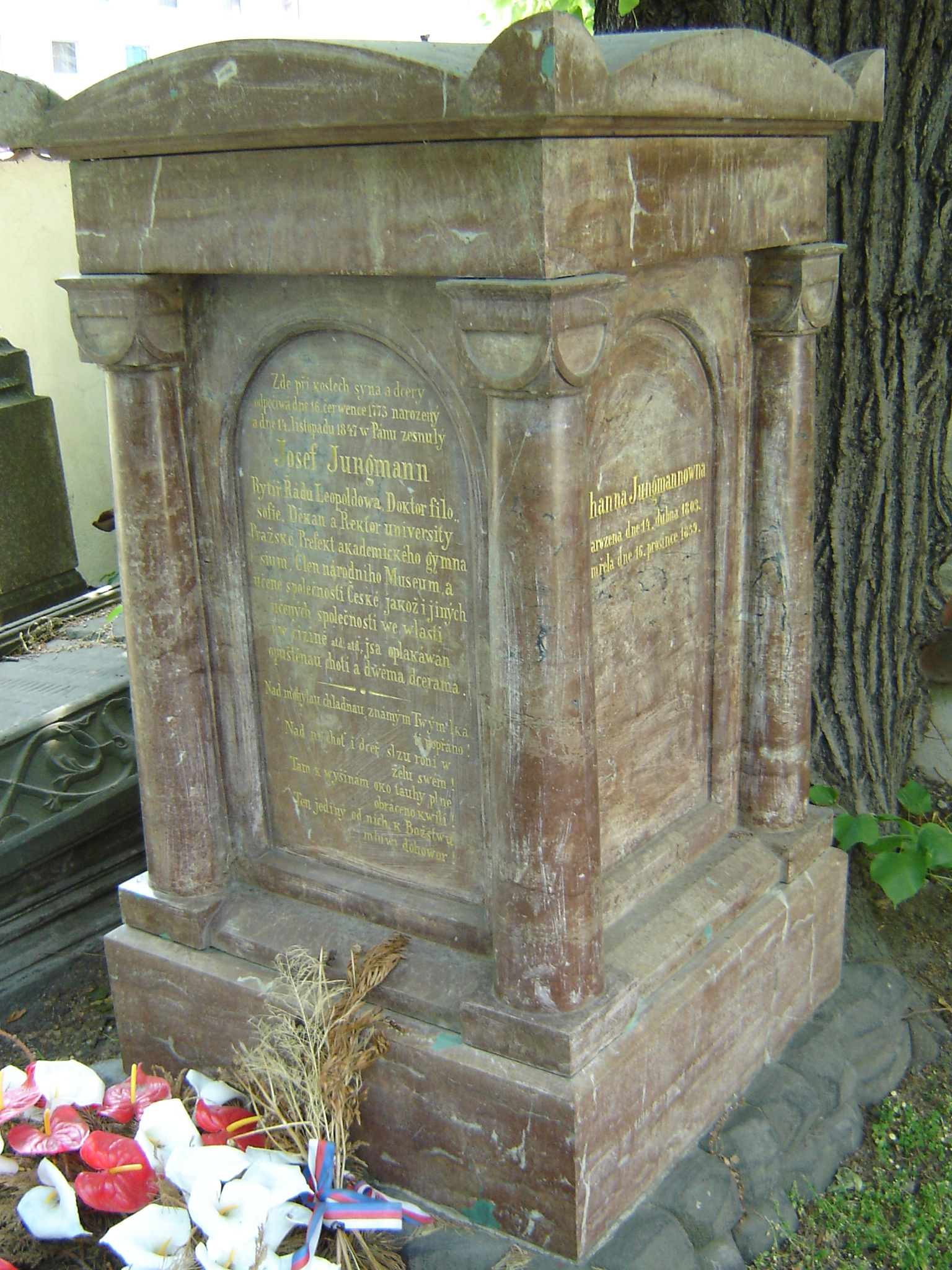
Hrob rodiny Jungmannovy na Olšanských hřbitovech

## Život
Antonín Jan Jungmann byl mladším bratrem českého obrozeneckého jazykovědce Josefa Jungmanna. Přispěl k vytvoření české odborné terminologie.
Významný byl jeho přínos k rozšíření zájmu o sanskrt a k poznání Indie a její staré kultury. Poprvé u nás uveřejnil ukázku originálních "liter dévanágarických", jakož i příklad čtení původního sanskrtského textu. (Významný překlad nejstarší části eposu Mahábháraty, romantický příběh O Nalovi a Damajantí v roce 1823.) Orientu věnoval pozornost též ve své obsáhlé obecné studii o antropologii.
Jeho přičiněním byl také poprvé zveřejněn opis Rukopisu zelenohorského (v roce 1820 ve Varšavě).
Dokončil studia na FF UK a ve svých 25 letech nastoupil na medicínu; lékařský diplom získal v roce 1805. Rok před tím ještě jako student napsal učebnici pro porodní báby „Úvod k babení“, která je první českou učebnicí porodnictví. První roky lékařské praxe vykonával v Napajedlích, ale již v roce 1808 se vrátil do Prahy. Měl zde nastoupit do nemocnice u Milosrdných bratří, začal však přednášet teoretické porodnictví na pražské lékařské fakultě (v němčině i češtině). V roce 1811 se stal profesorem porodnictví teoretického i praktického, pro mediky vedl přednášky v němčině a pro porodní báby v češtině. Snažil se zlepšit úroveň a podmínky pro výuku porodnictví, později nazývanou termínem “pražská porodnická škola”. Pro zlepšení péče o rodičky dal zrekonstruovat a rozšířit budovu původní Zemské porodnice u Apolináře, která v té době sídlila v Kanovnickém domě u kostela svatého Apolináře. V roce 1839 se Antonín Jungmann stal rektorem Karlovy univerzity.
K jeho studentům patřil František Jan Mošner, profesor olomouckých lékařských studií a významný inovátor na poli porodnictví.
Zemřel roku 1854 v Praze a byl pohřben do rodinného hrobu na Olšanských hřbitovech, stejně jako jeho bratr Josef a další příbuzní.

## Dílo
- Úvod k babení, 1804
- Umění babické, 1814
- O sanskrtu, Krok (Praha), díl 1., 1821: 65–81